# Юлий II
Папа Юлий II (1443 – 1513 г.) е папа от 1503 до 1513 г. Рожденото му име е Джулиано дела Ровере. Понтификатът му се запомня с агресивна външна политика, амбициозни строителни начинания и разцвет на изкуството. Част от фамилията Дела Ровере. Заемал длъжността Декан на Светия съвет.
Папа Юлий II е личен приятел на Микеланджело, Браманте и Рафаело. През 1506 година по негова заповед започва строителството на базиликата „Св. Петър“, където е погребан след смъртта си. По заповед на Юлий II Микеланджело украсява Сикстинската капела със стенописи, смятани и до днес за шедьовър на ренесансовото изкуство. Друга негова заслуга е създаването на Швейцарската гвардия, чиито униформи са проектирани от Микеланджело.
Негов чичо е папа Сикст IV.